# Hôtel Royal (Évian-les-Bains)
L'hôtel Royal ou Hôtel Royal Evian Resort est un hôtel situé à Évian-les-Bains en Haute-Savoie, inauguré en 1909. L'établissement 5 étoiles de 150 chambres et suites est installé dans le complexe Évian Resort.
Il a connu une rénovation totale en 2014-2015. Il obtient la distinction palace en novembre 2016.

## Historique

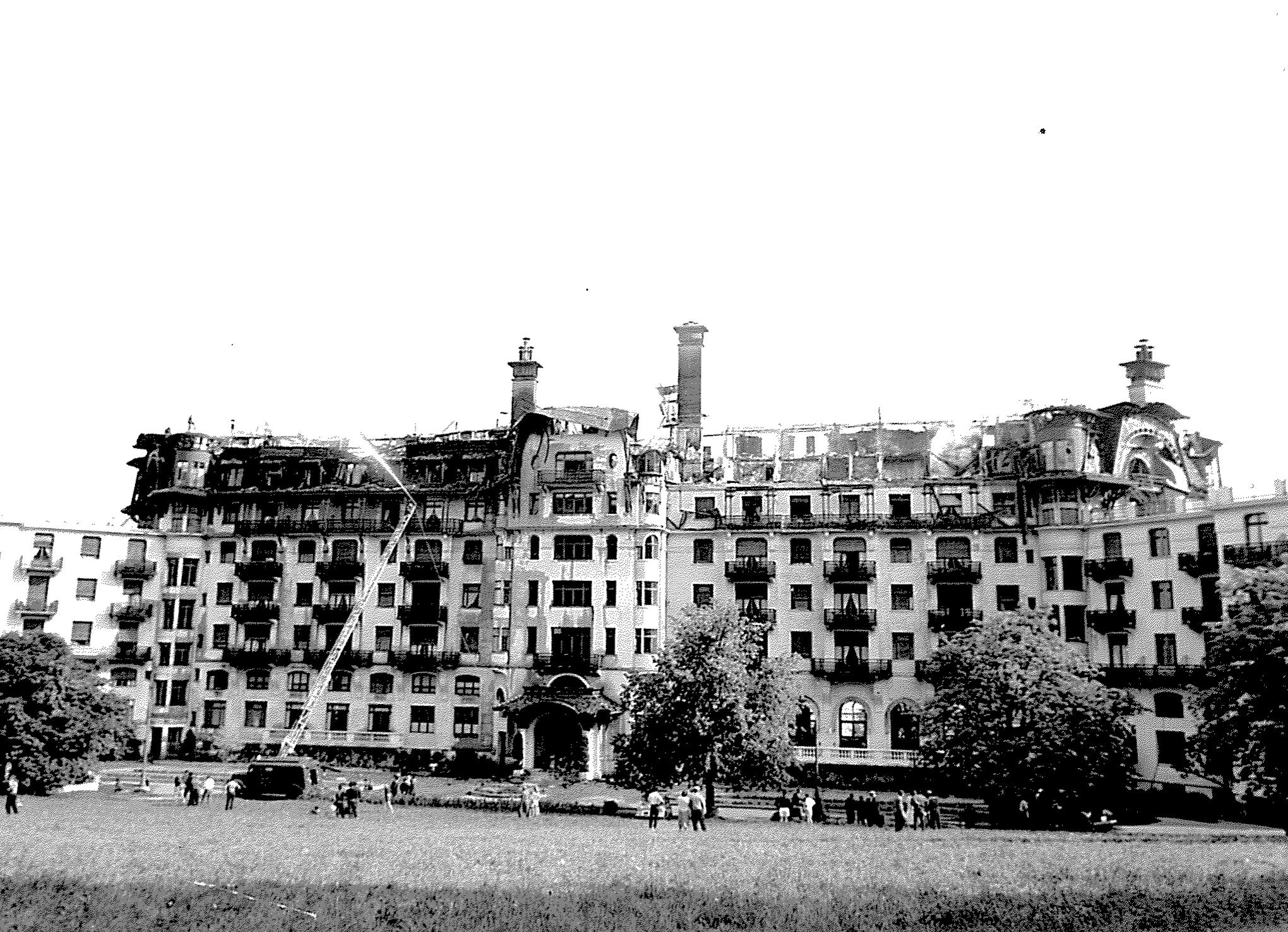
L'hôtel Royal après l'incendie de 1958.

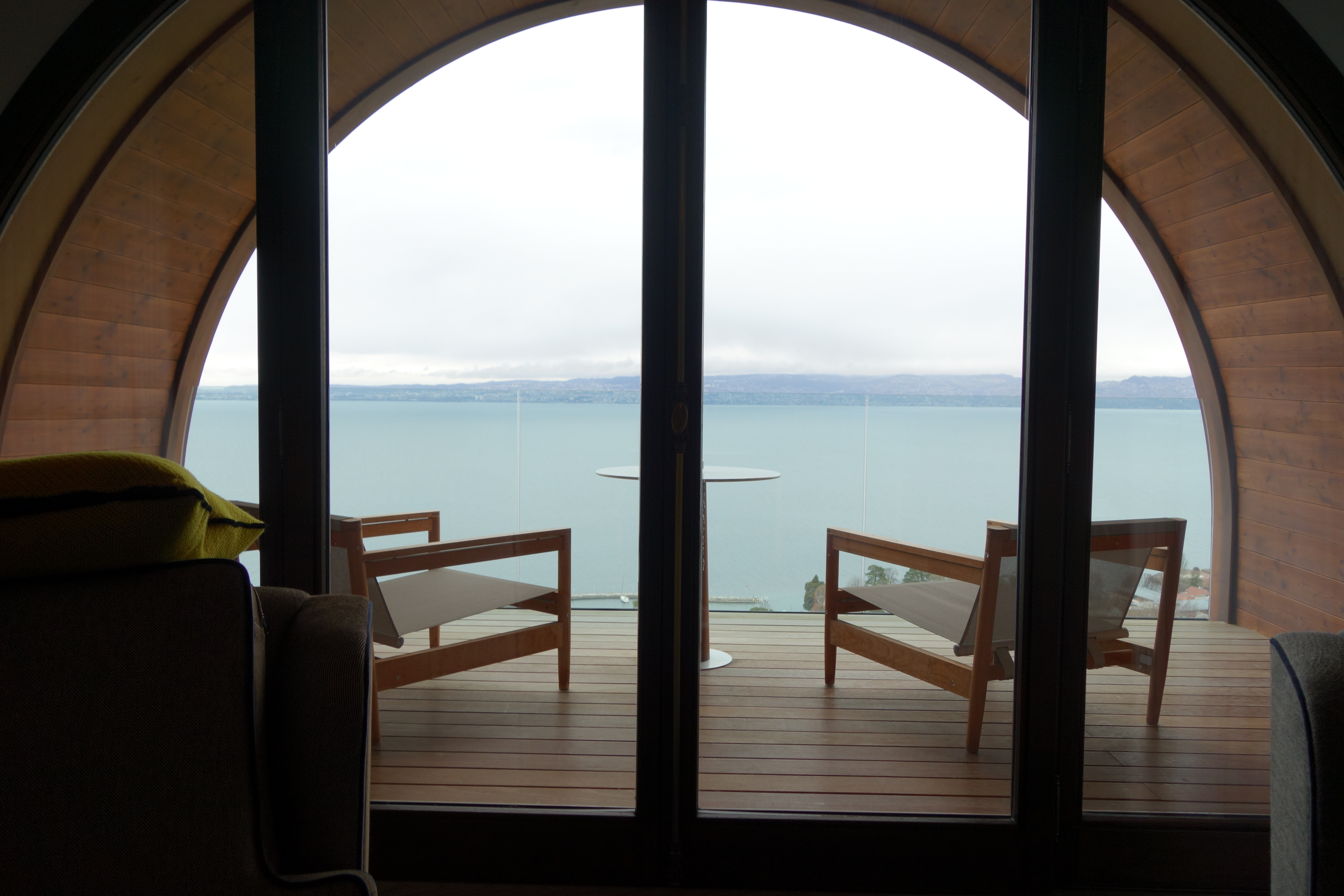
Vue sur le lac Léman.

Œuvre de l'architecte Hébrard, également maître d'œuvre du Casino et de l'ancienne buvette de la source Cachat, l'hôtel est une commande de 1905 de la Société des eaux minérales d'Évian qui souhaite réaliser le « plus bel hôtel d'Europe ».
L'hôtel Royal surplombe le lac Léman et s'intègre au parc de 19 hectares au centre duquel il est situé.
Qualifié en son temps de « plus bel hôtel du monde », il doit son appellation au roi d'Angleterre Édouard VII, pour lequel une suite est d'emblée réservée. L'hôtel Royal est inauguré le 16 juin 1909,. Mais le roi meurt en 1910 sans jamais avoir visité l'appartement qui lui était attribué. Le nom « Royal » restera.
Le Royal traverse les années sombres de la Première Guerre mondiale en demeurant ouvert à sa clientèle habituelle et sera transformé durant la Seconde en maison de repos, où il accueille successivement les officiers italiens et allemands, puis américains en convalescence. En cette époque troublée, des inventaires du mobilier sont établis aussi bien par les Allemands que par les alliés, ce qui permettra à l'hôtel de retrouver tout son mobilier intact à la fin du conflit.
Disparu en 1910, le souverain britannique n'aura pas le temps de le découvrir. Mais les membres de l'aristocratie vont s'y succéder. Ayant grandi non loin de là, dans le château bâti de son père, le prince de Brancovan, Anna de Noailles y retrouve Marcel Proust, qui y rédige quelques chapitres d'À la recherche du temps perdu. Le sultan de Zanzibar croise le maharadja de Kapurthala ou la reine Amélie du Portugal. Le shah de Perse y précède le roi Faycal, souverain d'Irak. C'est le jardin des puissants du monde, côté cour.
Entre 1924 et 1925, le jeune chef Fernand Point y finit sa formation.
En 1925, Sacha Guitry y abrite ses amours avec Yvonne Printemps ; huit ans plus tard, il y revient avec Jacqueline Delubac. Les personnalités les plus en vue de leur époque forgent la légende du lieu.
En 1949, Greta Garbo débarque de Hollywood. Maurice Chevalier arrive de Cannes. L'Aga Khan y réserve un appartement d'honneur. En juillet 1956, on annonce Gilbert Bécaud. Deux ans plus tard, François Mitterrand, jeune ministre, signe le livre d'or.
Dans la nuit du 12 au 13 août 1958, les deux derniers étages et la toiture sont détruits par un incendie.
En 1970, la Société des eaux minérales d’Évian, propriétaire de l'hôtel Royal, devient une filiale du groupe Danone.
En 1982, le spa de l'hôtel Royal est inauguré.
En 2003, année de la présidence française, Évian reçoit le sommet du G8 ; les chefs de délégation sont accueillis par Jacques Chirac sur la terrasse de l'hôtel Royal.
En 2013, des travaux de restauration sont entrepris. Les phases de réalisation permettent une ouverture partielle en 2014, puis complète en 2015.

## Architecture
Ses lignes claires mêlent les styles Art nouveau et Art déco. Les voûtes et les rotondes des espaces communs sont animées de fresques champêtres aux couleurs d'eau réalisées par Gustave Jaulmes. Les balcons semi-circulaires et toute la charpente, édifiée par des ouvriers du Tyrol, contrastent avec la simplicité de la façade.
Une rénovation de grande ampleur
La rénovation de 2013 de l'établissement est entreprise par l'architecte d'intérieur François Champsaur et l'architecte en chef des monuments historiques François Chatillon.
Mêlant héritage historique aux dernières créations du design contemporain, les pièces du rez-de-chaussée ont été redessinées. Les fresques néo-baroques de Gustave Louis Jaulmes qui ornent les voûtes et les coupoles ont retrouvé leur lustre d'autrefois. La patine des meubles d'époque en bois précieux — acajou, palissandre, citronnier de Ceylan — spécialement conçus pour les lieux à l'origine a été ravivée. Quant aux 150 chambres et suites, elles ont été restaurées et modernisées. Au 6e étage, jusqu'alors destiné aux réunions et conférences, ont été aménagées 7 luxueuses suites privatives dont la vue sur le lac et les Alpes.

## Restaurants et bars

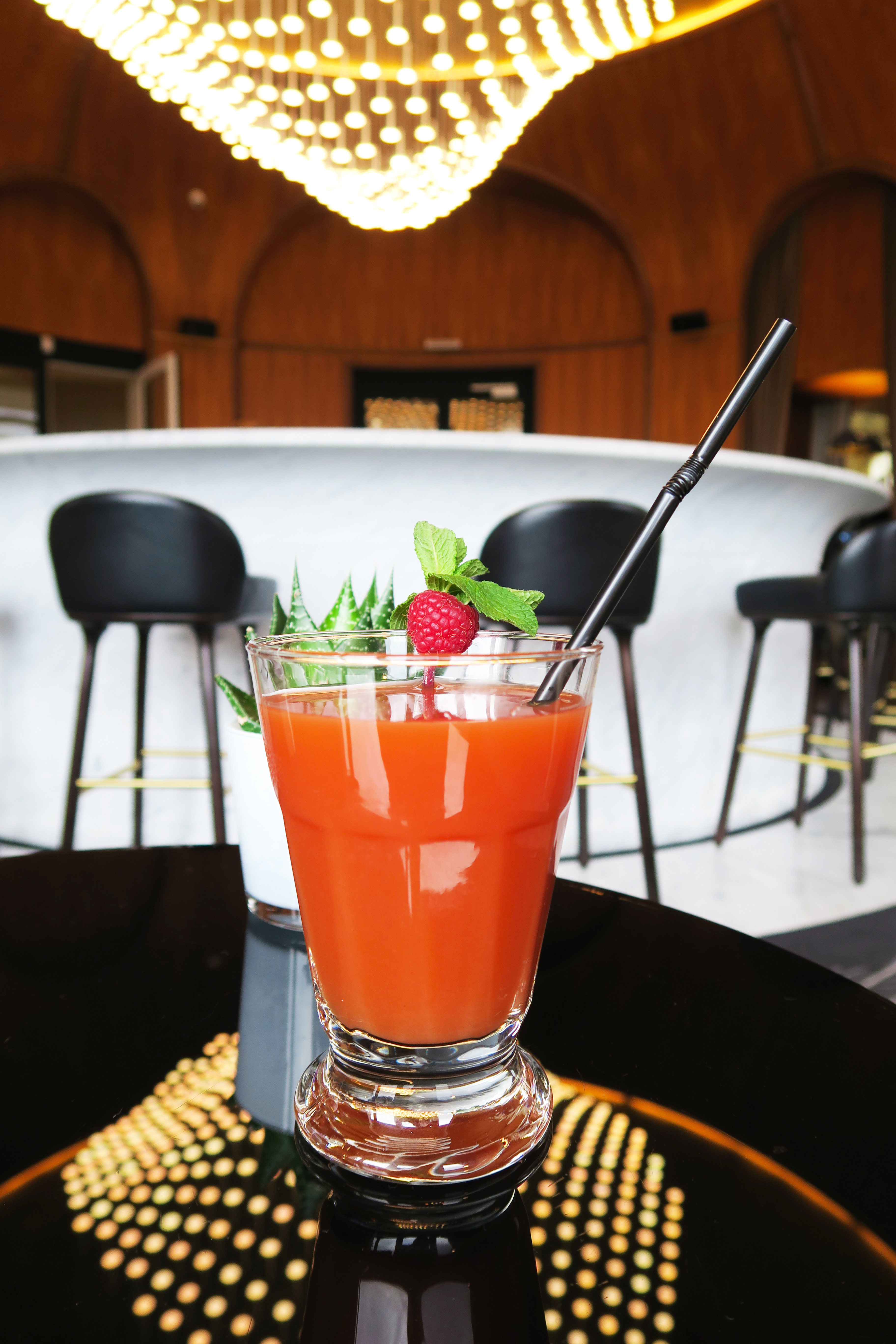
Bar.

Le restaurant de l'établissement, Les Fresques, est distingué par une étoile décernée par le guide gastronomique, hôtelier et touristique français Michelin, le 5 février 2018). Le restaurant est dirigé par le chef Patrice Vander,. Le chef pâtissier est Stéphane Arrête. L'établissement possède un second restaurant, La Véranda. La salle possède un plafond signé par le peintre italien Marco Del Re.
Deux bars complètent l'offre, dont un bar estival, L'Oliveraie qui remplace La Véranda durant la période.

## Le spa Évian Source
Le spa Évian Source propose des soins dédiés à la sérénité et au bien-être.